# Stadio Roberto Natalio Carminatti
Lo stadio Roberto Natalio Carminatti (in spagnolo Estadio Roberto Natalio Carminatti) è un impianto sportivo di Bahía Blanca, in provincia di Buenos Aires. Ospita le partite interne dell'Olimpo Bahia Blanca ed ha una capienza di 20 000 spettatori.

## Storia
L'impianto fu inaugurato il 22 gennaio 1942 con un incontro amichevole tra la squadra di casa ed il Banfield terminato 6-4 per il Taladro.
Nel 1995, con il ritorno del club in Primera B Nacional, fu costruita la gradinata in cemento su Ángel Brunel. Tuttavia fu con la promozione in Primera División che lo stadio Carminatti fu completamente trasformato e rinnovato. Fu infatti edificata una nuova tribuna, mentre le gradinate in legno furono sostituite da nuove in cemento, venne realizzato un sistema d'illuminazione notturno, in aggiunta furono costruiti nuovi bagni e biglietterie. Nel 2016 furono realizzati importanti interventi al terreno di gioco per renderlo idoneo agli standard FIFA.